# Alois Heilinger

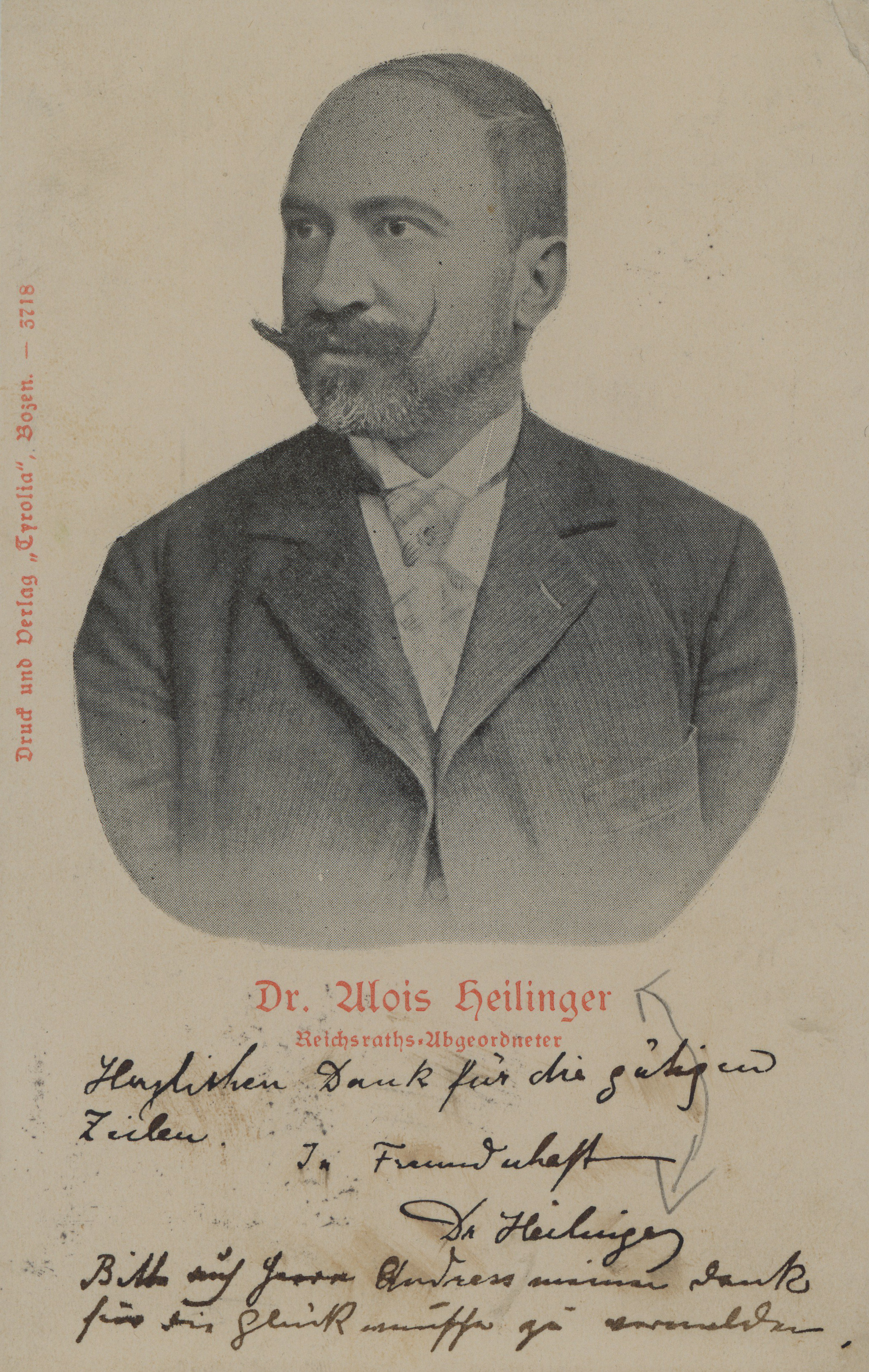
Postkarte mit dem Porträt von Alois Heilinger, 1907 gelaufen

Alois Heilinger (* 13. Februar 1859 in Wien; † 9. März 1921 ebenda) war ein österreichischer Politiker, zunächst der Christlichsozialen Partei (bis 1911), dann als Parteiloser im Deutschen Nationalverband und schließlich ab 1919 der Demokratischen Wirtschaftspartei. Er war von 1901 bis 1918 Abgeordneter zum österreichischen Reichsrat und 1918/19 Mitglied der Provisorischen Nationalversammlung für Deutschösterreich.

## Ausbildung und Beruf
Der Sohn eines Volksschuldirektors besuchte selbst nach der Volksschule das Staatsgymnasium in Wien-Alsergrund. Anschließend absolvierte er von 1879 bis 1883 ein Studium der Rechtswissenschaft an der Universität Wien, wo er 1884 zum Dr. iur. promoviert wurde. Nach der Gerichtspraxis trat er 1886 als Magistratsbeamter in den Dienst der Gemeinde Wien, wo er 1906 zum Magistratsrat und Amtsleiter des Bezirksamts Mariahilf aufstieg. 1913 trat er in den zeitlichen, 1917 in den definitiven Ruhestand. Daneben wirkte er als Honorardozent für Gewerberecht am Technologischen Gewerbemuseum in Wien. Er war auch Verfasser von „Kritische Studien aus dem Römischen Recht“, „Recht und Macht“, „Die Pensionsversorgung des Gewerbestandes“ und „Das Recht der Zahntechniker“.

## Politische Funktionen und Mandate
Bei einer Ersatzwahl nach Tod von Josef Schlesinger wurde Heilinger 1901 als Vertreter der Wiener Josefstadt ins Abgeordnetenhaus des österreichischen Reichsrats gewählt, dem er während drei Legislaturperioden (X., XI. und XII. Legislaturperiode) bis 1918 angehörte. Nach der Einführung des allgemeinen Männerwahlrechts und dem damit einhergehenden Neuzuschnitt der Wahlbezirke 1907 war er Abgeordneter des Wahlbezirks Österreich unter der Enns 16 (Wien-Josefstadt). Von 1901 bis 1911 saß Heilinger in der Christlichsozialen Vereinigung des Abgeordnetenhauses, danach war er fraktionslos. Er schloss sich von Juli bis Oktober 1917 dem Deutschen Nationalverband und nach einer erneuten Zeit der Fraktionslosigkeit im Jänner 1918 dem Verband der deutschnationalen Parteien an. Zusätzlich war Heilinger von 1909 bis 1918 Abgeordneter zum Niederösterreichischen Landtag. 
Nach dem Zerfall der Habsburgermonarchie war er von 21. Oktober 1918 bis 16. Februar 1919 Mitglied der Provisorischen Nationalversammlung für Deutschösterreich, wo er wiederum im Verband der deutschnationalen Parteien (DnP) saß, und parallel Mitglied des Provisorischen Landtags von Niederösterreich. Er war 1919 Mitgründer der Demokratischen Wirtschaftspartei und bei der Wahl zur Konstituierenden Nationalversammlung deren Spitzenkandidat, die Partei blieb jedoch erfolglos.